# Apagão na Venezuela em 2013

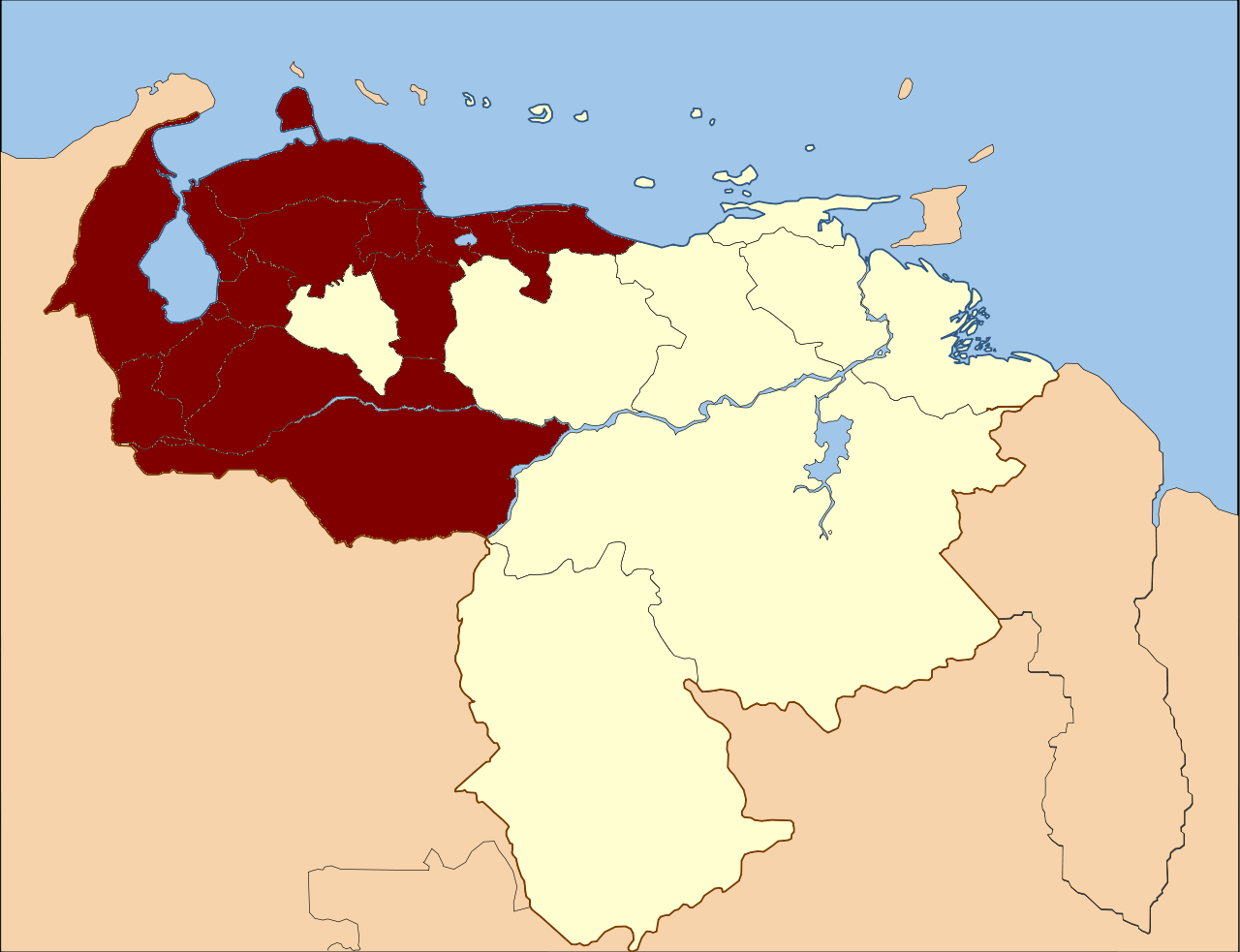
Mapa de estados venezuelanos atingidos pelo apagão de setembro de 2013.

O Apagão na Venezuela em 2013 foi uma importante interrupção no fornecimento de energia elétrica que ocorreu na Venezuela na tarde do dia 03 de setembro de 2013, atingindo a os estados de Zulia, Lara, Falcón, Táchira, Mérida, Trujillo, Yaracuy, Portuguesa, Cojedes, Aragua e Carabobo, além do Distrito Capital... O apagão teve início às 12h30 local (UTC−4:30) retornando ao normal por volta das 17 horas.

## As apagão
O apagão teve origem na linha de transmissão de La Arenosa, que acabou derrubando a linha de San Jerónimo, responsável pelo fornecimento ao centro-oeste do país, revelou o ministro de Energia Elétrica, Jesse Chacón, à TV estatal VTV

## Setor energético
Aproximadamente 64% da energia venezuelana provém de hidrelétricas, Venezuela é o terceiro maior produtor de energia hidrelétrica, depois da Noruega e do Brasil.

## Consequências
Na capital, Caracas, e nas principais cidades do país, serviços de metropolitanos e trens foram suspensos em razão da falta de energia, enquanto as refinarias funcionavam normalmente, já que contam com geradores próprios. Não afetou a indústria do petróleo. A falha  na rede elétrica prejudicou milhões de venezuelanos.